# 琉球松鸦
琉球松鸦（学名：Garrulus lidthi），是鸦科松鸦属的一种，为日本的特有种。全球活动范围约为820平方千米。该物种的保护状况被评为易危。
琉球松鸦的栖息地为亚热带或热带的湿润低地林。